# Radetzkymarch
Radetzkymarch (op. 228) er en march komponeret af Johann Strauss den ældre i 1848. Den var dedikeret til den østrigske feltmarskal Josef Wenzel Radetzky von Radetz og blev populær blandt soldaterne.
Da den blev spillet første gang med østrigske officerer til stede, begyndte de at klappe hurtigt og trampe. Den tradition føres videre i dag af publikum under Nytårskoncerten i Wien.
På trods af dens militære karakter er dens udtryk snarere festlig end militær. Det skyldes, at feltmarskal Josef Wenzel Radetzky von Radetz kunne have henrettet Strauss' søn, som gjorde tjeneste i hæren, men  lod være. Marchen er nok mere et stykke af en taknemmelig far til den nådige frelser af hans søn end en hyldestmarch til en militær. Stykket varer normalt omkring tre minutter, men den sidste repetition gentages ofte med de førnævnte klap og tramp.
I Danmark spilles marchen, når  fodboldklubben AGF scorer på hjemmebanen, Ceres Park.  
| Musik | Spire Denne musikartikel er en spire som bør udbygges. Du er velkommen til at hjælpe Wikipedia ved at udvide den. |